# Brookesia superciliaris
Brookesia superciliaris là một loài thằn lằn trong họ Chamaeleonidae. Loài này được Kuhl mô tả khoa học đầu tiên năm 1820.

## Hình ảnh

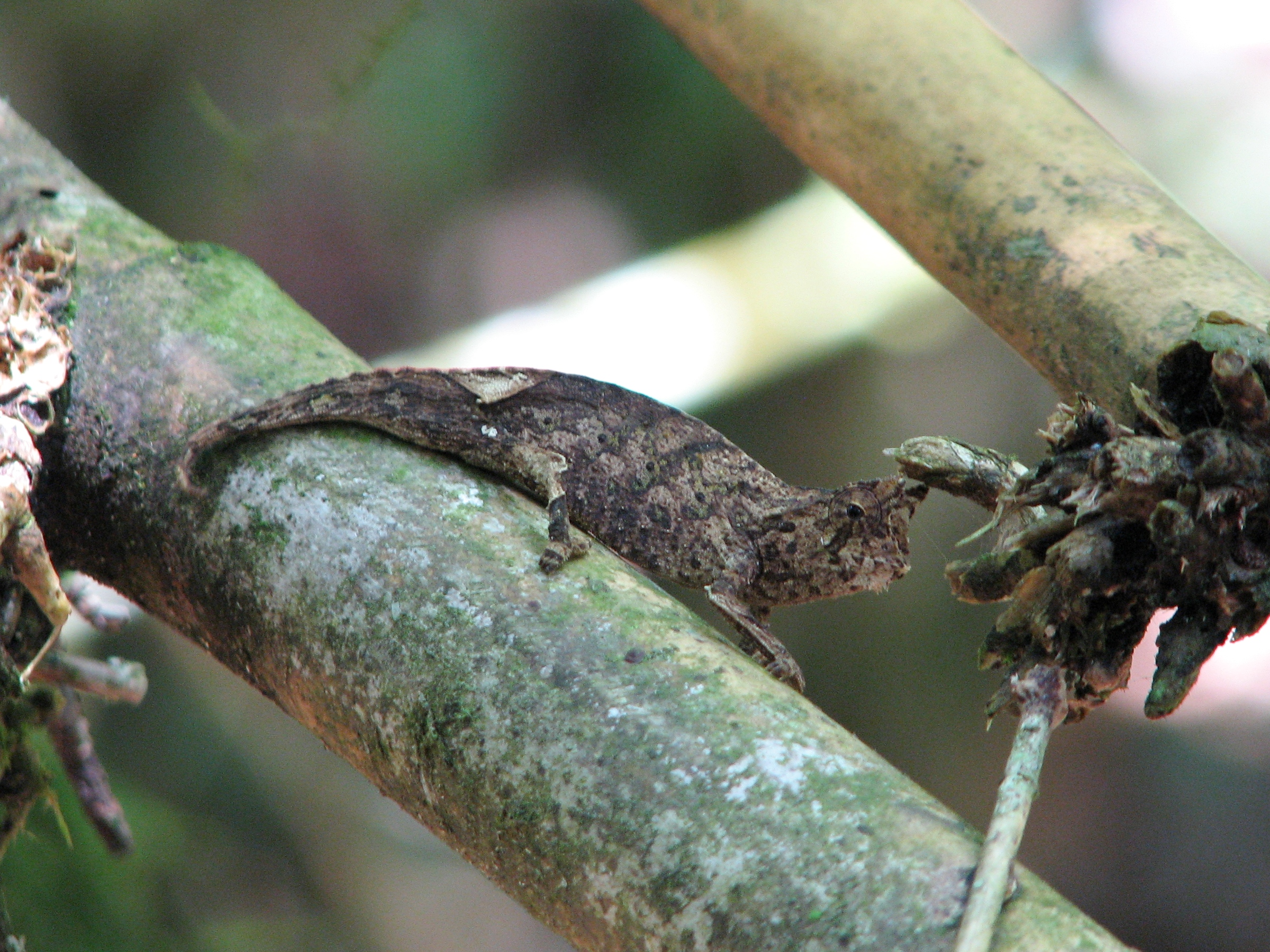
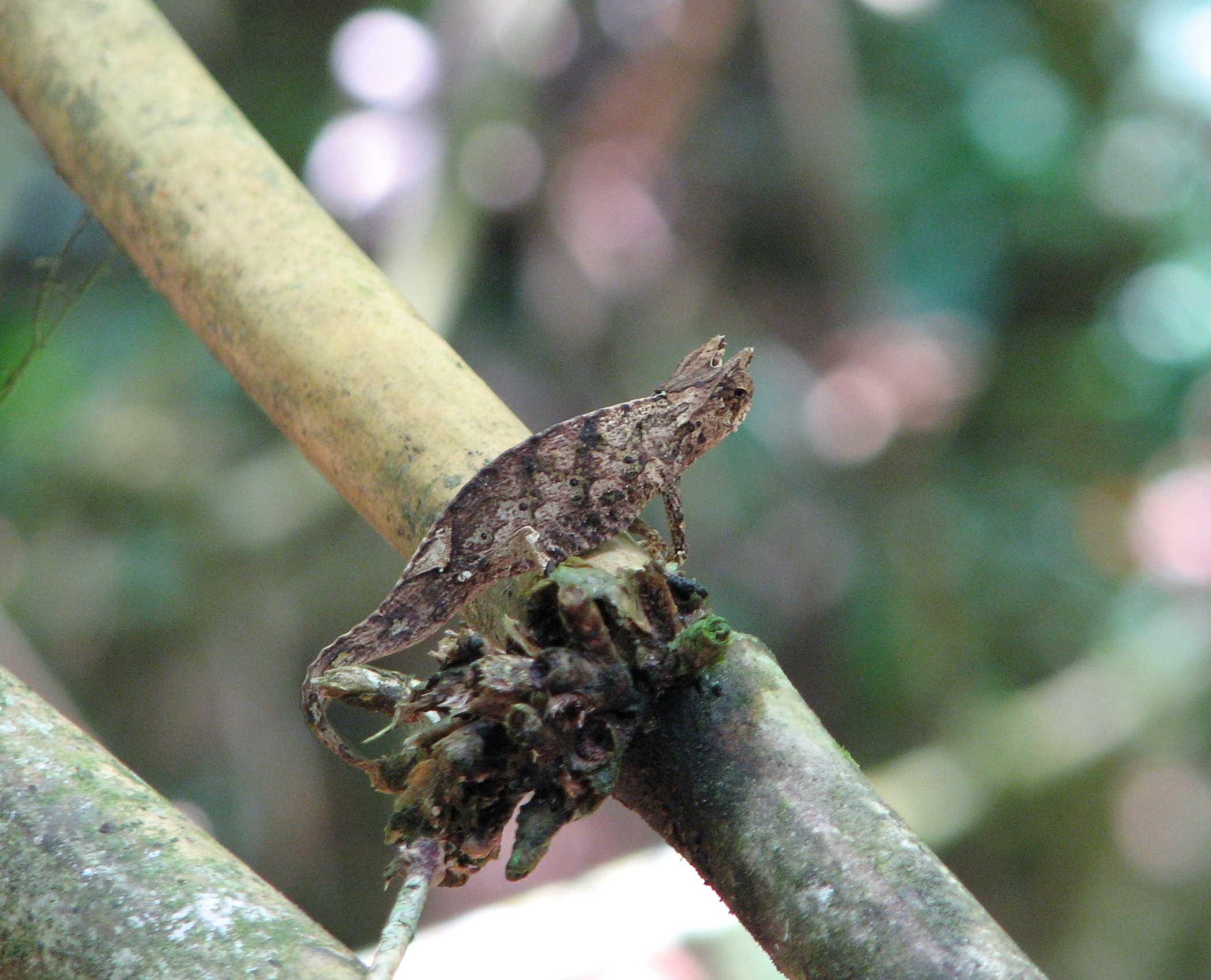